# Воєгурт
Воєгу́рт (рос. Воегурт) — присілок в Балезінському районі Удмуртії, Росія.

## Населення
Населення — 538 осіб (2010; 511 в 2002).
Національний склад станом на 2002 рік:
- удмурти — 93 %